# Karapandža (Bačko-kiškunska županija, Mađarska)
Karapandža (mađ. Karapancsa)  je selo u jugoistočnoj Mađarskoj. 

## Zemljopisni položaj
6 je kilometara zapadno od uže jezgre Santova, uz granicu s Hrvatskom, kod hrvatskog dijela Bačke, Karapandže, na koju se nastavlja. Sjevereno od sela teče Karapandžanski kanal. Karapandža je sa zapadne strane starog (istočnog) toka Dunava.
Sjeverno od Karapandže je selo Budžak, jugozapadno je Debrina, jugoistočno je Bereg u Vojvodini, sjeveroistočno je Dautovo, sjeverozapadno su Vomrud i Mohač, zapadno su rijeka Dunav, nacionalni park Dunav-Drava i Kuljket, južno je vikendaško naselje Šebešfok u Vojvodini, jugozapadno su Batina, Draž, Duboševica i Topolje u Hrvatskoj,
Sjeverozapadni dio Karapandže naziva se Badaš.

## Upravna organizacija
Nalazi se u bajskoj mikroregiji u Bačko-kiškunskoj županiji. Upravno pripada naselju Santovu, a uz ovo selo to su još i Debrina, Budžak, Klágya, Mezőtanya i još neki.
Poštanski broj je 6525.
2001. je godine Budžak imao 7 stanovnika.

## Kultura
- lovački dvorac vojvode Alberta Habsburgovca uz obalu rukavca Dunava.(45.943526,18.868504) Otvoren je 1910. godine, a prvi je gost bio car Vilim.

## Promet
Prometno je udaljeno od važnih kopnenih prometnica.

## Vanjske poveznice
- Dvorac u Karapandži  Arhivirana inačica izvorne stranice od 15. listopada 2016. (Wayback Machine)
- Karapancsa osszel  Arhivirana inačica izvorne stranice od 23. listopada 2016. (Wayback Machine)
- Kastelykert - szalloda  Arhivirana inačica izvorne stranice od 15. listopada 2016. (Wayback Machine)
- Lovački dvorac  Arhivirana inačica izvorne stranice od 15. listopada 2016. (Wayback Machine)
- Slika Karapandže  Arhivirana inačica izvorne stranice od 25. listopada 2016. (Wayback Machine)